# غوردي دير
غوردي دير هو لاعب هوكي جليد كندي، ولد في 25 يناير 1978 في Dalhousie, New Brunswick ‏ في كندا.

## وصلات خارجية
- غوردي دير على موقع دوري الهوكي الوطني (الإنجليزية)
- غوردي دير على موقع قاعة مشاهير الهوكي (لاعب أن.إتش.أل) (الإنجليزية)
- غوردي دير على موقع EliteProspects.com (الإنجليزية)
- غوردي دير على موقع Eurohockey.com (الإنجليزية)
- غوردي دير على موقع HockeyDB.com (الإنجليزية)
- غوردي دير على موقع Hockey-Reference.com (الإنجليزية)
- غوردي دير على موقع أوليمبيديا (الإنجليزية)